# Ga Thập Tứ Trương
Ga Thập Tứ Trương là ga trên Tuyến vòng thuộc Hệ thống đường sắt đô thị Đài Bắc. Nhà ga mở cửa vào ngày 31 tháng 1 năm 2020. Nó nằm ở Tân Điếm, Tân Bắc, Đài Loan, cạnh bờ sông Tân Điếm. Depot của tuyến vòng nằm tại ga kế tiếp.
Lễ khánh thành Tuyến vòng được tổ chức tại nhà ga này với sự tham dự của tổng thống Thái Anh Văn, thị trưởng Đài Bắc Kha Văn Triết, thị trưởng Tân Bắc Hầu Hữu Nghi, và bộ giao thông vận tải & truyền thông Lâm Giai Long.
Nhà ga sẽ là ga chuyển đổi của tuyến Đường sắt nhẹ An Khanh hiện đang được xây dựng.

## Bố trí ga
| 3F                        |                                                                 |
| Ke ga, cửa sẽ mở bên phải |                                                                 |
| Ke ga 1                   | ← Tuyến vòng hướng đi Khu công nghiệp Tân Bắc (Y09 Cầu Tú Lãng) |
| Ke ga 2                   | → Tuyến vòng hướng đi Đại Bình Lâm (Y07 Ga cuối) →              |
| Ke ga, cửa sẽ mở bên phải |                                                                 |

| 2F                   | |
| Phòng chờ            | Hành lang, quầy thông tin, bán máy vé tự động, cổng thu vé 1 chiều, nhà vệ sinh (ngoài khu vực bán vé) |
| Tầng kết nối         | Hành lang kết nối                                                                                      |
|                      | ← Đường sắt nhẹ An Khanh đang xây dựng                                                                 |
| Ke ga, đang xây dựng | |
|                      | ← Đường sắt nhẹ An Khanh đang xây dựng                                                                 |

| Đường đi  |            |
| Tầng trệt | Lối ra/vào |

## Lối thoát
- Lối thoát đơn: đường Dân Quyền (民權路)